# Steenisia borneensis
Steenisia borneensis, vrsta broćevki sa otoka Bornea (uključujući i otočje Natuna) nekada uključivana u rod Neurocalyx

## Sinonimi
- Neurocalyx borneensis Valeton
- Neurocalyx matangensis W.W.Sm.